# Gare d'Hohen Neuendorf (b Berlin)
La gare d'Hohen Neuendorf (b Berlin) est située dans la ville d'Hohen Neuendorf, dans l'arrondissement de Haute-Havel, dans le Brandebourg, sur la ligne ferroviaire du Nord de Berlin. Depuis novembre 1961, il existe une liaison S-Bahn de Hohen Neuendorf via le périphérique extérieur de Berlin jusqu'à la partie Est de Berlin. La gare est desservie exclusivement par les trains S-Bahn de Berlin. La gare, ouverte en 1877, est déplacée vers le sud en 1924 et le bâtiment d'accueil conçu par Richard Brademann (de) date de cette époque.

## Position
La gare est située sur la ligne du Nord de Berlin à Hohen Neuendorf, au nord de Berlin, au kilomètre 17,34 (compté depuis l'ancienne gare du Nord de Berlin sur Eberswalder Straße). L'itinéraire s'étend à peu près dans une direction nord-sud. Environ 800 mètres à l'ouest se trouve l'ancien centre du village de Hohen Neuendorf avec l'église du village (de). Le périphérique extérieur de Berlin croise la voie ferrée du Nord vers 800 mètres au nord de la gare. Plusieurs courbes de liaison relient les deux itinéraires ; la gare de Hohen Neuendorf est reliée à une ligne de S-Bahn reliant le nord à l'anneau extérieur à l'Est. Jusqu'en 1928, la station ne s'appelle que Hohen Neuendorf, après quoi elle reçoit le suffixe b Berlin.

## Histoire

### Les débuts
La section sud du chemin de fer du Nord de Berlin est inaugurée le 10 juillet 1877. Les trains dits omnibus sont initialement introduits pour le trafic suburbain autour de Berlin ; Fin 1877, trois trains de ce type circulent entre Berlin et Oranienbourg. Un arrêt à Hohen Neuendorf au kilomètre 17,49 est disponible à partir du 1er septembre 1877 ; au départ, il n'est utilisé que pour les excursions estivales. À partir de l'horaire 1881/1882, il est également desservi en hiver.
Avec la croissance du trafic suburbain, la ligne entre Berlin et Oranienbourg est étendue à deux voies en 1890/1891 et ouverte le 1er octobre 1891, un tarif suburbain réduit est introduit entre les deux villes. Cette année, le nombre de paires quotidiennes de trains de banlieue sur ce tronçon est passé de 8 à 13. Depuis lors, tous les trains de banlieue s'arrêtent à Hohen Neuendorf ; en 1888, ils ne sont que la moitié
Au cours des années suivantes, le nombre de trains continue d'augmenter considérablement. Avant la Première Guerre mondiale, les trains de banlieue circulent environ une à deux fois par heure. Grâce à la bonne liaison ferroviaire, une activité résidentielle animée se développe dans le quartier de la gare. Alors qu'auparavant la gare du village de Hohen Neuendorf se trouve à environ 800 mètres à l'Est de l'église, une zone d'habitation fermée s'est désormais développée entre l'ancien centre du village, la gare de Hohen Neuendorf et la gare de Stolpe (de), à environ un kilomètre au sud, qui s'est déjà partiellement étendue aux zones à l'Est de la voie ferrée du Nord.

### Nouveau bâtiment de la gare
Après la fin de la guerre, il est clair que la ligne a atteint ses limites de capacité. Fin 1918, les travaux commencent, d'abord à titre de mesure d'urgence, sur l'extension à quatre voies entre Frohnau et Birkenwerder avec des systèmes séparés pour le trafic longue distance et suburbain. Le tracé est modifié et tous les passages à niveau sont supprimés et remplacés par des passages supérieurs et inférieurs. Du sud jusqu'à l'arrêt de Stolpe (près des limites actuelles de la ville entre Hohen Neuendorf et Berlin), le nouvel itinéraire longe un remblai, de là via la gare de Hohen Neuendorf jusqu'à Birkenwerder dans la tranchée. La gare de Hohen Neuendorf se trouve à environ 200 mètres au sud et l'arrêt de Stolpe est fermé. Hohen Neuendorf reçoit un nouveau bâtiment d'accueil et un an plus tard une sortie sud afin de mieux relier les zones résidentielles auparavant desservies depuis la gare de Stolpe,.
En 1925, les voies du chemin de fer de banlieue sont dotées d'un rail conducteur fixé sur le côté, à partir duquel les pantographes des nouvelles unités multiples électriques (de) peuvent puiser le courant continu pour la propulsion. L'exploitation des trains électriques depuis Berlin via Hohen Neuendorf commence le 5 juin d'abord jusqu'à Birkenwerder, le tronçon jusqu'à la gare d'Oranienbourg suit début octobre. Un peu plus tard, le nom « S-Bahn » est adopté pour désigner la ligne de banlieue. Initialement, les trains desservent la gare de Stettin à Berlin. Après la mise en service du tunnel Nord-Sud de Berlin en 1939, les trains S-Bahn de la ligne du Nord traversent le tunnel jusqu'à Berlin-Wannsee, tout comme la ligne S-Bahn actuelle S1.

### Après la Seconde Guerre mondiale

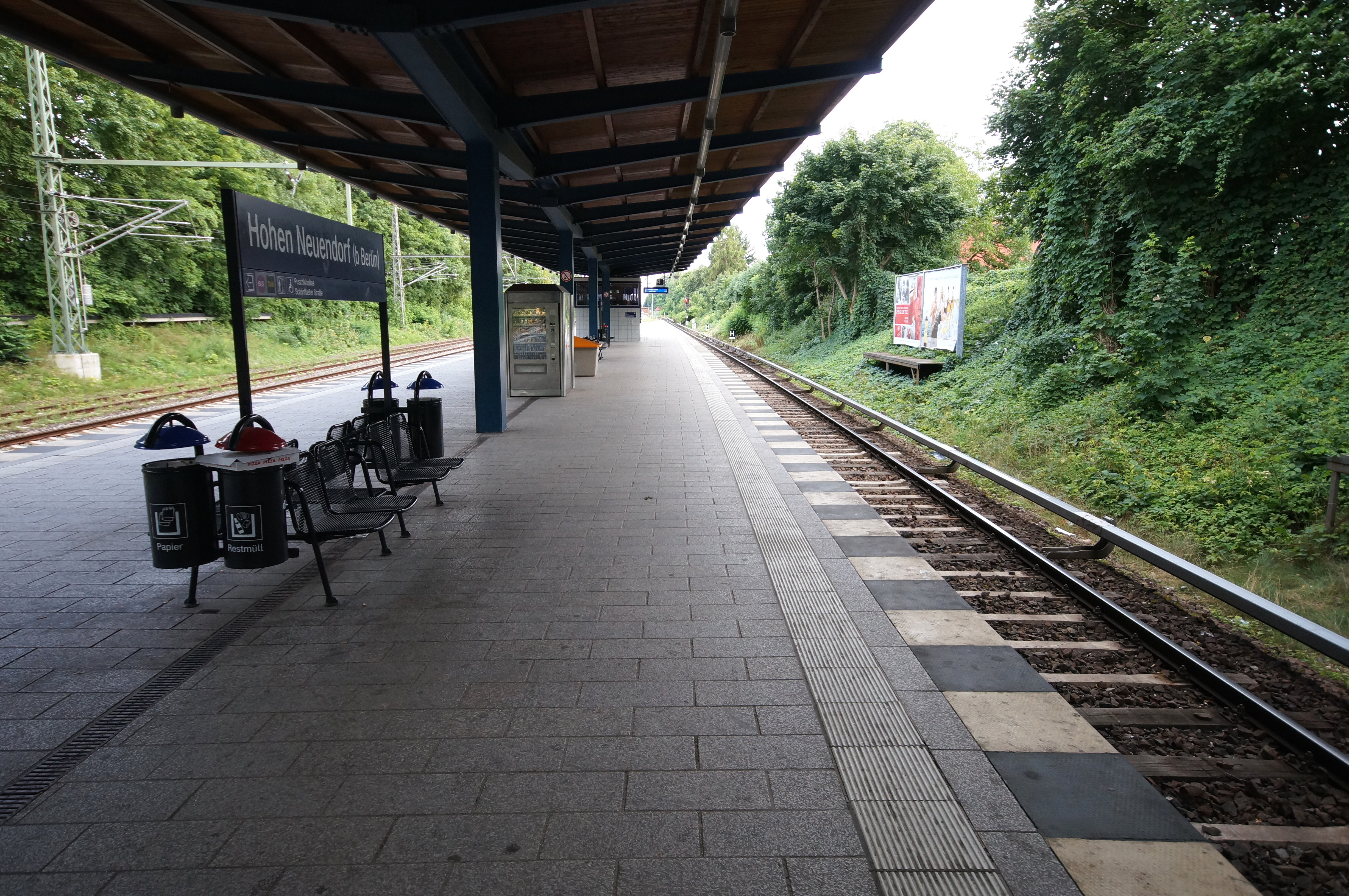
Plate-forme

À partir du 18 mai 1952, le trafic de passagers entre la RDA et Berlin-Ouest sur les voies longue distance est complètement interrompu ; seul le S-Bahn circule encore en continu. Hohen Neuendorf est le dernier arrêt avant la frontière et devint le poste de contrôle. Les contrôles des passagers et des bagages sont en place depuis le début des années 1950 et, à partir de 1954, les trains S-Bahn s'arrêtent comme prévu pendant sept minutes pour contrôler les passagers. Au milieu des années 1950, quelques trains aux heures de pointe passent devant les gares de Berlin-Ouest sans s'arrêter et, après Hohen Neuendorf, ne s'arrêtent à nouveau qu'à la gare de Wollankstraße, qui se trouve déjà dans le quartier de Pankow à Berlin-Est.
Après la construction du mur le 13 août 1961, la ligne du S-Bahn vers Berlin est interrompue à la frontière avec Berlin-Ouest entre Hohen Neuendorf et Berlin-Frohnau. Au départ, il existe un service de navette entre Oranienbourg et Hohen Neuendorf. Jusqu'au 19 novembre 1961, une voie sur l'anneau extérieur de Berlin entre Hohen Neuendorf et le Karower Kreuz est provisoirement équipée d'un rail électrique et une courbe de liaison supplémentaire fut construite entre l'anneau extérieur et la ligne du nord (de), de sorte qu'à partir du 19 novembre 1961, le trafic direct du S-Bahn vers Berlin-Est est à nouveau possible. En raison de la construction du mur, la sortie sud de la gare de Hohen Neuendorf est fermée le 22 septembre 1961 car la nouvelle ligne de Bergfelde se connecte à la ligne existante à l'extrémité sud du quai.
Après quelques restrictions dans les premières années, le S-Bahn circule à nouveau toutes les 20 minutes depuis le milieu des années 1960. Pendant des décennies, les trains S-Bahn circulent d'Oranienbourg via Hohen Neuendorf, Blankenbourg, Ostkreuz jusqu'à l'aéroport de Schönefeld ; le soir et le week-end, circulation parfois aussi vers Spindlersfeld (de).
Après la réunification allemande, la ligne S-Bahn entre Hohen Neuendorf et Frohnau est remise en service en mai 1992, offrant une connexion directe avec le centre-ville de Berlin. Depuis lors, la ligne S1 part d'Oranienbourg via Hohen Neuendorf et le tunnel nord-sud jusqu'à Berlin-Wannsee toutes les 20 minutes. L'anneau extérieur continue également à être desservi par des trains S-Bahn (initialement le S10, puis le S8) toutes les 20 minutes, bien que ceux-ci ne partent qu'à Birkenwerder et non plus à Oranienbourg. Après 2000, cette ligne est brièvement retirée jusqu'à Hohen Neuendorf, mais reprend à Birkenwerder après le démantèlement de la voie rapide de Hohen Neuendorf. Aujourd'hui, la ligne S8 part de Birkenwerder via Hohen Neuendorf, le ring extérieur et Blankenbourg jusqu'à Berlin-Grünau et Zeuthen. Comme la S1, cette ligne circule également tous les 20 minutes, mais il y a quelques réductions dans l'offre dans le trafic du soir.
La plateforme est rénovée dans les années 1990 et le bâtiment d'accueil est également rénové en 2001/2002. Contrairement à la procédure standard de répartition du ZAT, la répartition des trains à cette gare est effectuée par un superviseur local.

## Installations

### Bâtiment d'accueil

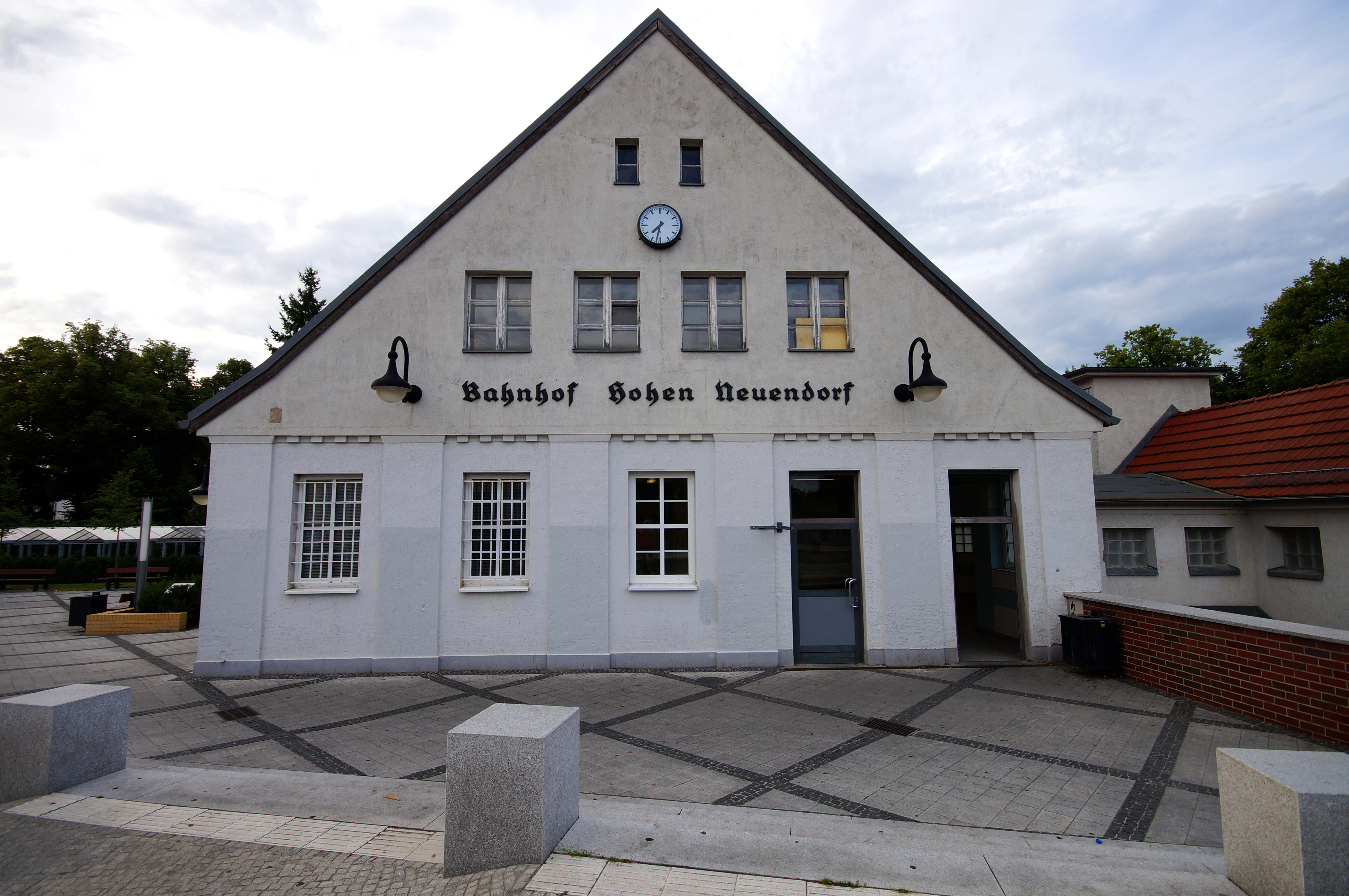
Bâtiment d'accueil, côté rue

Le bâtiment d'accueil de la nouvelle gare, inaugurée en 1924, est situé dans la Schönfließer Straße, au niveau de la rue, au-dessus des voies posées dans une tranchée. La voie ferrée en direction de Berlin passe sous le bâtiment. Le bâtiment d'accueil est à plusieurs étages, mais il n'y a qu'un seul étage au-dessus du sol côté rue sous le toit à pignon. Le pignon fait face côté rue. Dans la zone du toit, il y a un étage mansardé et un autre étage mansardé au-dessus sur le côté long côté rue. L'architecte du bâtiment est Richard Brademann (de), qui a conçu un certain nombre d'autres stations du S-Bahn de Berlin. Outre le bâtiment d'accueil de la gare de Birkenwerder, construit à la même époque, et le bâtiment de la gare de la Warschauer Straße, qui n'est plus conservé, Hohen Neuendorf est l'un des premiers bâtiments de la gare de Brademann.
Les installations d'enregistrement sont installées à l'étage donnant sur la rue, d'où un escalier mène au quai.
En mars 2002, la rénovation du bâtiment de la gare afin de le classer monument historique est achevée ; Cependant, il ne figure pas sur la liste des monuments (fin 2012). Bien que l'inscription « Gare d'Hohen Neuendorf » corresponde à l'original, les lampes à côté ne sont installées que plus tard et sont probablement remplacées par les lampes actuelles lors de la rénovation. Les quatre fenêtres du milieu étaient autrefois ornées de bacs à fleurs. L'horloge était accrochée entre les deux portes d'entrée. Bien que les plans originaux de l’horloge existent, ils ne sont pas pris en compte. Les portes et l'intérieur sont entièrement repensés en utilisant des matériaux modernes au lieu de les conserver en harmonie avec les monuments historiques. Les fenêtres sont remplacées par des blocs de verre et la billetterie est supprimée.
Fin 2011, le bâtiment de la gare est acquis par la ville d'Hohen Neuendorf. Il est destiné à un usage culturel par des clubs et autres institutions sous le nom de Kulturbahnhof

### Autres installations

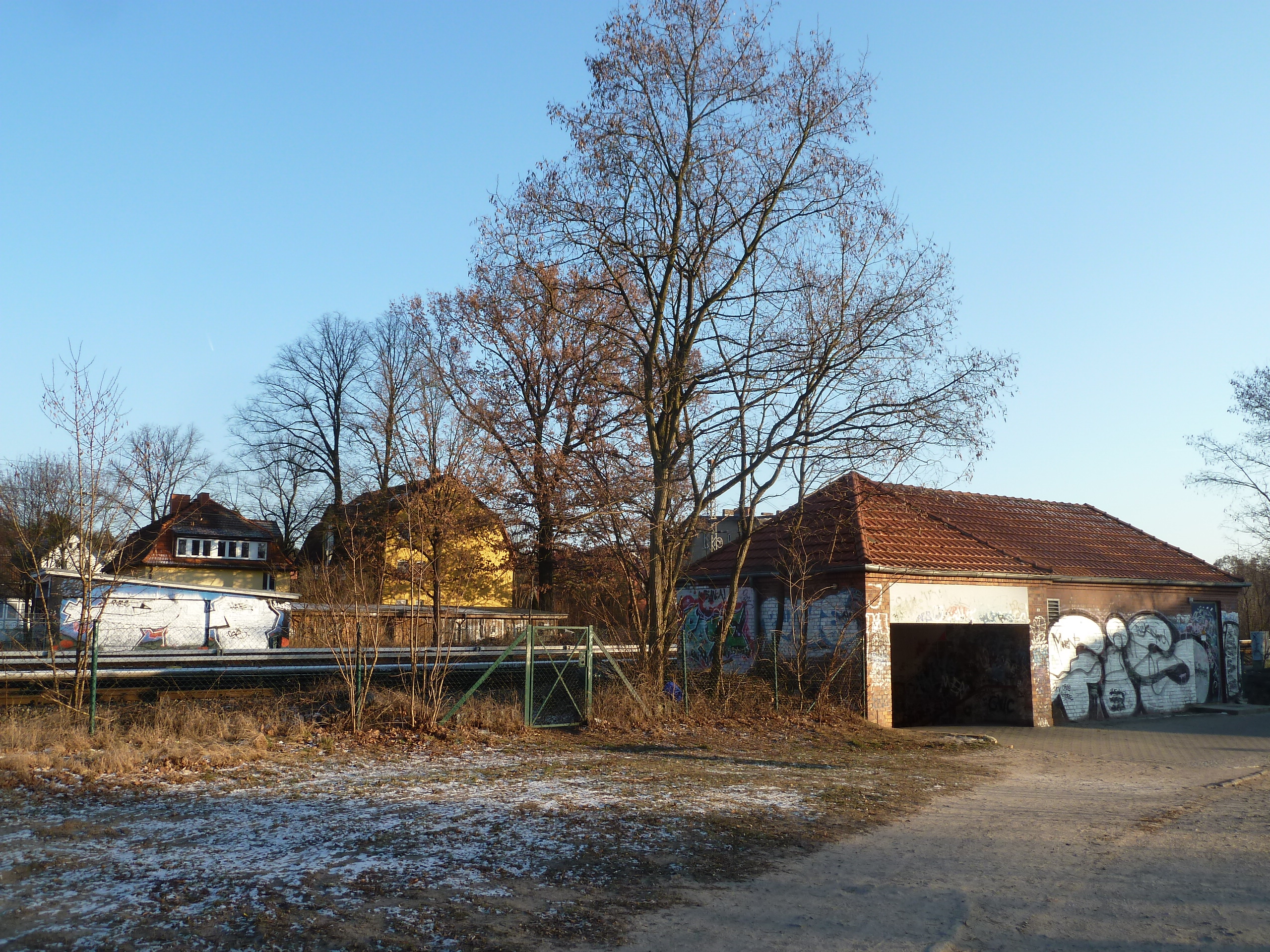
Tunnel piéton au sud de la gare

La gare dispose d'un quai central avec deux voies à quai. Alors que le bâtiment d'accueil se trouve du côté nord de la Schönfließer Straße, les quais s'étendent du pont routier au sud. Au sud du quai, les lignes du S-Bahn bifurquent vers le périphérique extérieur de Berlin et via le chemin de fer du Nord jusqu'à Berlin. Dans le quartier de la gare de Hohen Neuendorf, deux voies ferrées longue distance sont parallèles aux voies du S-Bahn et se poursuivent via des courbes de liaison jusqu'à l'anneau extérieur. Il n’y a pas de point d’exploitation ferroviaire longue distance. Les voies longue distance du chemin de fer du Nord, plus en direction de Berlin, sont démantelées dans la période d'après-guerre. Le poste de signalisation du S-Bahn se trouve dans le poste d'observation sur le quai. Vers le poste de signalisation de planification des voies de type Sp Dr S 60 DR mis en service en 1992, huit commutateurs et huit signaux sont connectés.
Au sud de la gare, un tunnel piéton relie les quartiers résidentiels de part et d'autre de la voie ferrée. La sortie sud de la gare y mène jusqu'en 1961, date à laquelle elle est fermée après la construction du Mur. Après la chute du mur de Berlin, il y a plusieurs tentatives de reconstruction de la sortie, qui n'ont pas abouti jusqu'à présent (en 2020).

## Connexions
La ligne de bus urbain 822 et la ligne de bus régional 806 desservent également la gare.